# Сыздыков, Бахтияр Омарович
Бахтия́р Ома́рович Сызды́ков (30 апреля 1958, Ташкент, Узбекская ССР) — экс-представитель высшего командования Вооружённых сил Республики Казахстан, генерал-майор в отставке, Командующий войсками регионального командования «Юг» (2004—2007).

## Биография
Родился 30 апреля 1958 года в Ташкенте.
В 1980 году окончил Коломенское высшее артиллерийское командное училище.
Офицерскую службу начал командиром взвода разведки танковой дивизии Группы Советских войск в Германии. В дальнейшем проходил службу на должностях командира артиллерийской батареи, заместителя начальника штаба учебного мотострелкового полка, командира мотострелкового батальона.
В 1991 году окончил Военную академию имени М. В. Фрунзе. По окончании академии проходил службу в должности заместителя председателя Джамбульского областного комитета ДОСААФ.
В феврале 1992 года откомандирован для дальнейшего прохождения службы во Внутренние войска Республики Казахстан. Проходил службу на должностях заместителя командира полка, командира оперативного, конвойного полков.
В октябре 1995 года назначен начальником штаба — заместителем командира бригады внутренних войск, в марте 1997 года — командиром бригады внутренних войск.
С марта 2001 года — первый заместитель Командующего внутренними войсками МВД РК.
В июне 2002 года окончил Военную академию Генерального штаба Вооружённых сил России и назначен начальником штаба — первым заместителем командующего войсками Восточного военного округа.
С октября 2003 года по май 2004 года — первый заместитель командующего войсками-начальник штаба регионального командования «Юг».
В мае 2004 — апреле 2007 — командующий войсками регионального командования «Юг».
В последующем начальник Военного института иностранных языков Министерства обороны РК.
5 июня 2018 года уволен с действительной службы по достижению предельного возраста.

## Награды
- Орден «Данк» 2 степени
- 14 медалей